# 熱気球フェスティバルの一覧
この一覧には、世界（日本を含む）の熱気球フェスティバルを記載する。

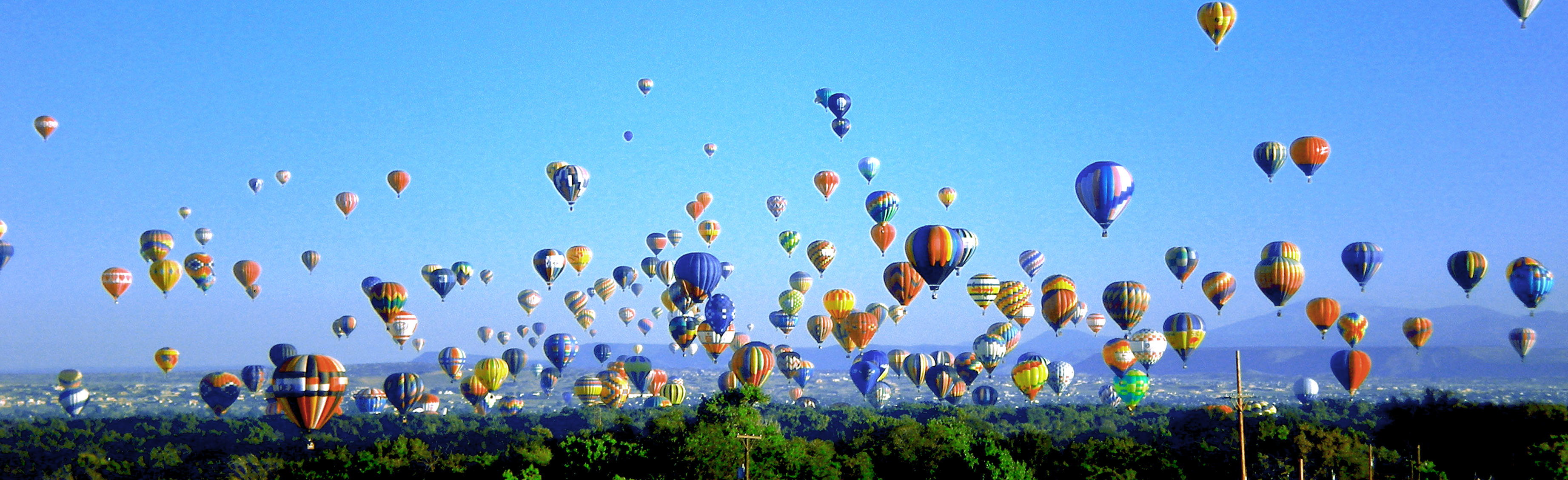
アメリカ合衆国のアルバカーキインターナショナルバルーンフェスタの様子。（2007年撮影）

## 一覧
| 大会名称                                                              | 開催都市           | 開催国         | 開始年 | 終了年 | 開催時期 | ウェブサイト                                    |
| --------------------------------------------------------------------- | ------------------ | -------------- | ------ | ------ | -------- | ----------------------------------------------- |
| Adirondack Hot Air Balloon Festival                                   | グレンズフォールズ | アメリカ合衆国 | 1973年 | —      | 9月      | 公式ウェブサイト (英語)                         |
| Alabama Jubilee Hot Air Balloon Classic                               | ディケーター       | アメリカ合衆国 | 1977年 | —      |          | 公式ウェブサイト (英語)                         |
| アルバカーキインターナショナルバルーンフェスタ                        | アルバカーキ       | アメリカ合衆国 | 1972年 | —      | 10月     | 公式ウェブサイト (英語)                         |
| アラクバルーンフェスタ                                                | アラクバレー       | インド         | 2017年 | —      |          |                                                 |
| Arizona's SalsaFest Balloon Festival                                  | サフォード         | アメリカ合衆国 | 2008年 | —      |          |                                                 |
| Ashland Ballonfest                                                    | アシュランド       | アメリカ合衆国 | 1990年 | —      |          | 公式ウェブサイト (英語)                         |
| Atlantic Balloon Fiesta                                               | サセックス         | カナダ         | 1985年 | —      |          | 公式ウェブサイト (英語)                         |
| Balaton Crossing International Hot Air Balloon Competition and Fiesta | シオーフォク       | ハンガリー     | 2004年 | —      | 5月      |                                                 |
| Ballonfiësta Barneveld                                                | バルネフェルト     | オランダ       | 1983年 | —      |          | 公式ウェブサイト (オランダ語)                   |
| Ballonhappening Waregem                                               | ワレヘム           | ベルギー       | 1999年 | —      |          | 公式ウェブサイト (英語、フランス語、オランダ語) |
| 佐賀インターナショナルバルーンフェスタ                                | 佐賀市             | 日本           | 1980年 | —      | 11月頃   | 公式ウェブサイト (日本語、英語)                 |

## ギャラリー

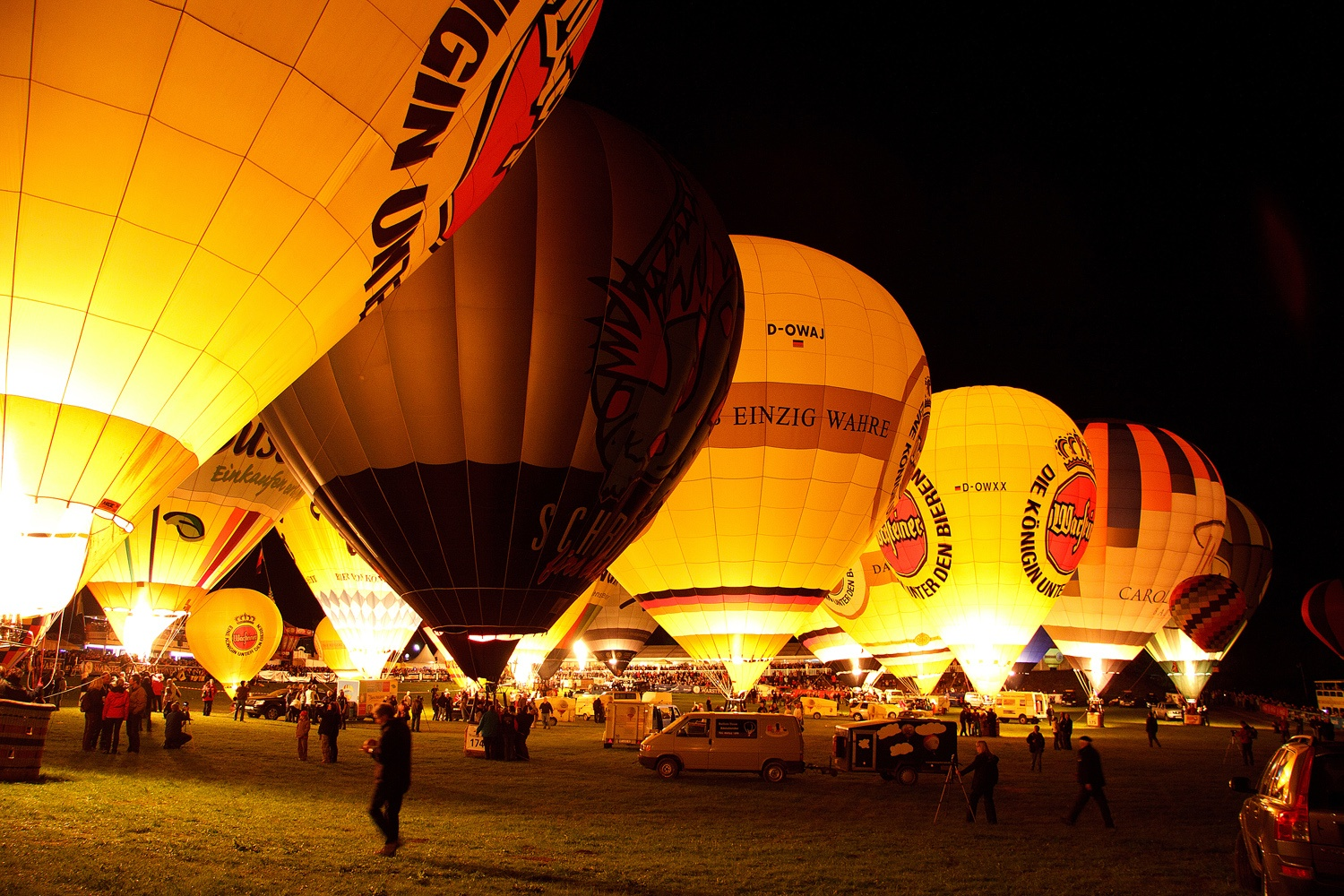
ドイツのヴァルシュタイナーインターナショナルモンゴルフィアーデ (WIM)。
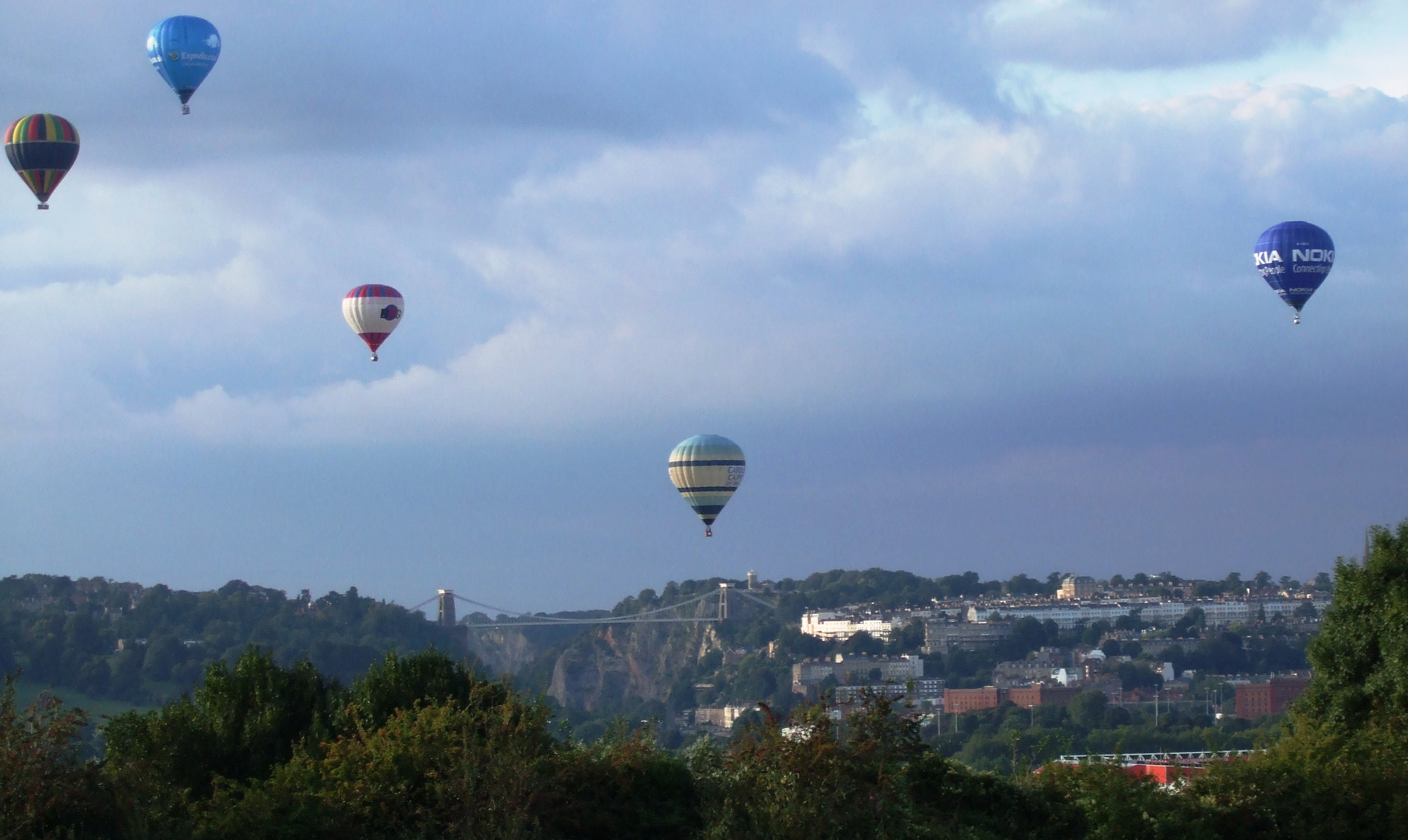
イギリスのブリストルインターナショナルバルーンフェスタは、ヨーロッパで最も大きな熱気球フェスティバルのひとつ。
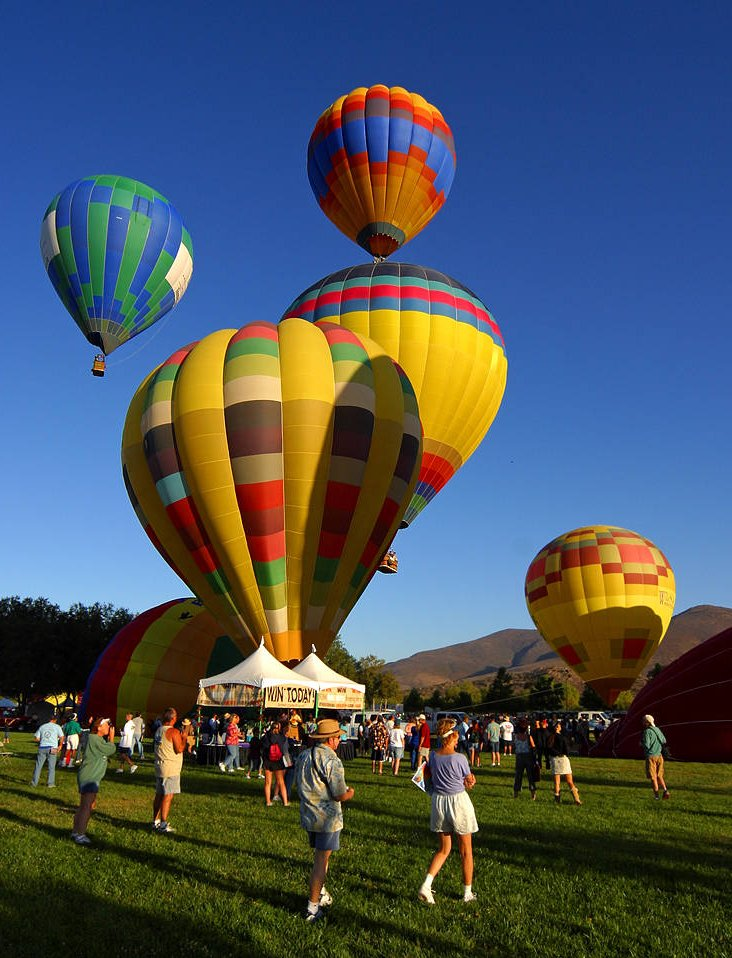
アメリカ合衆国のテメキュラバレーバルーンワインフェスティバル。
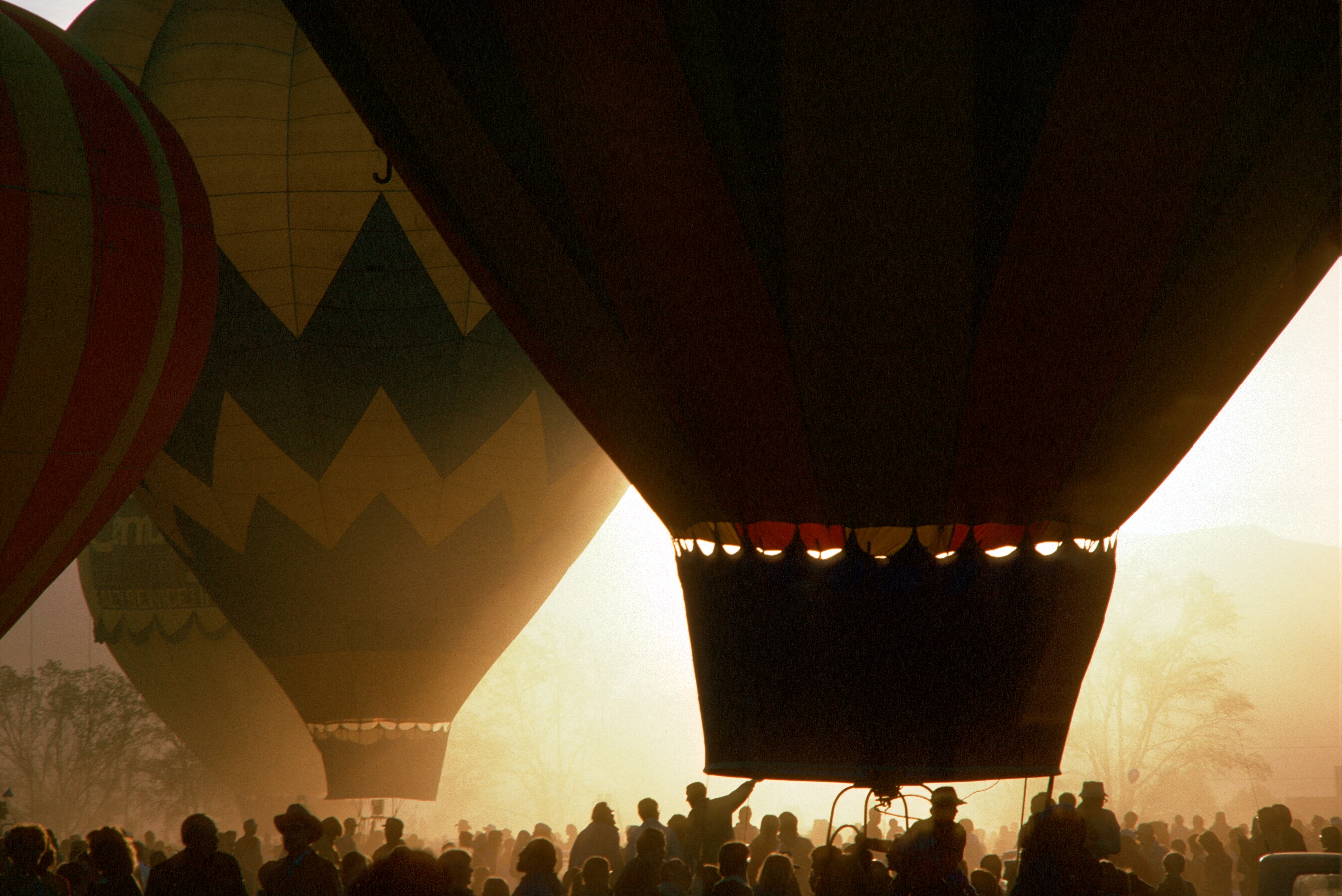
アメリカ合衆国のアルバカーキインターナショナルバルーンフェスタは、世界最大の熱気球フェスティバル。
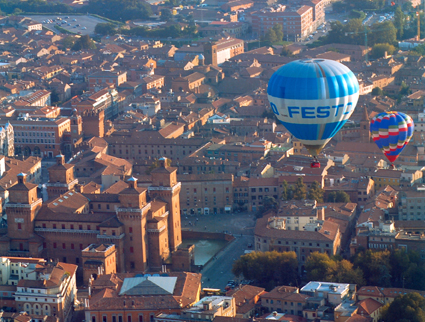
イタリアのフェラーラバルーンフェスティバルで街の上空を飛ぶ気球。
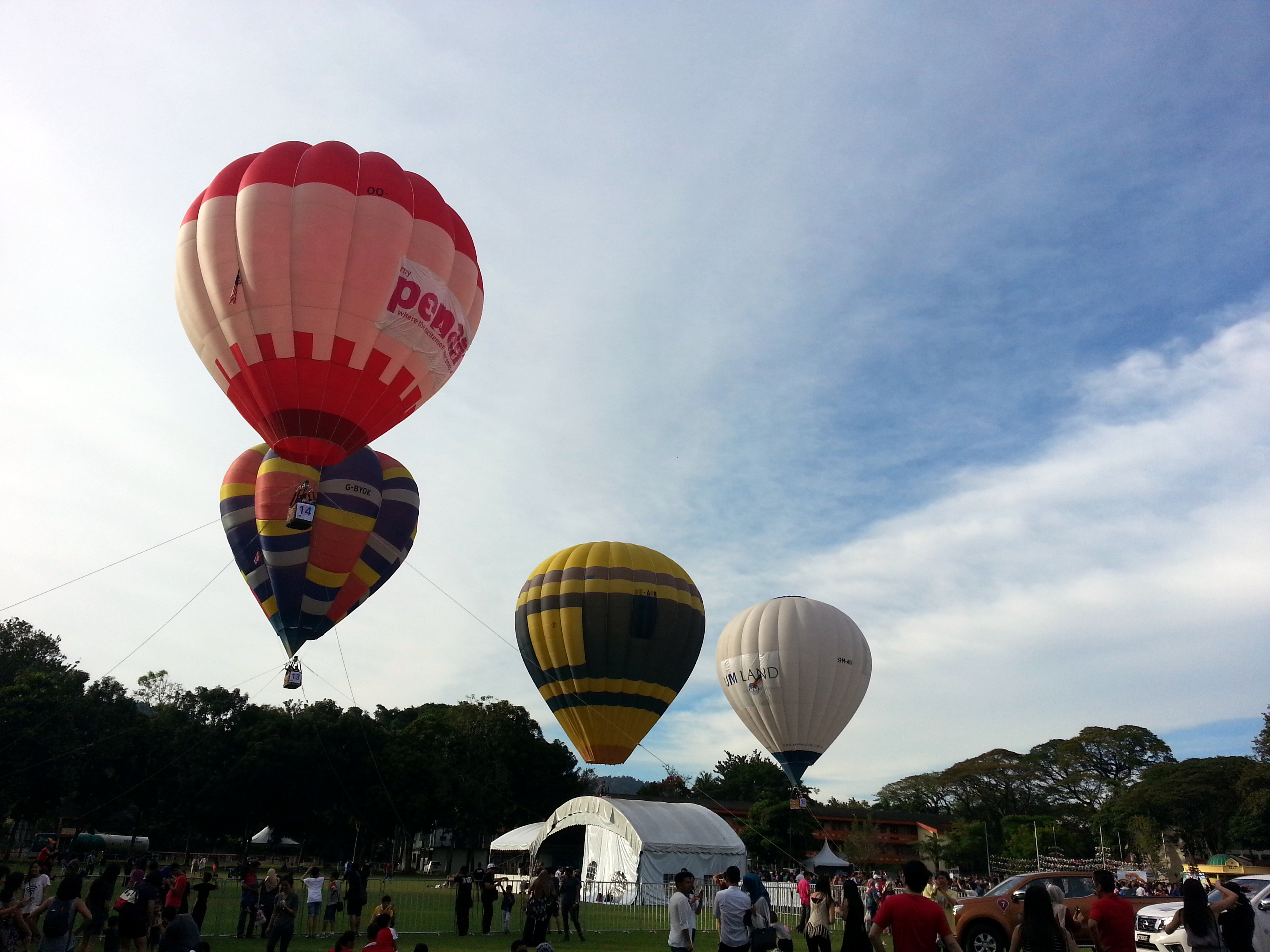
マレーシアジョージタウンのペナンホットバルーンフェスタ (2017年撮影)。
ドイツのヴァルシュタイナーインターナショナルモンゴルフィアーデ。
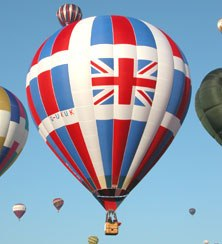
フランスロレーヌのモンディアルイベント。
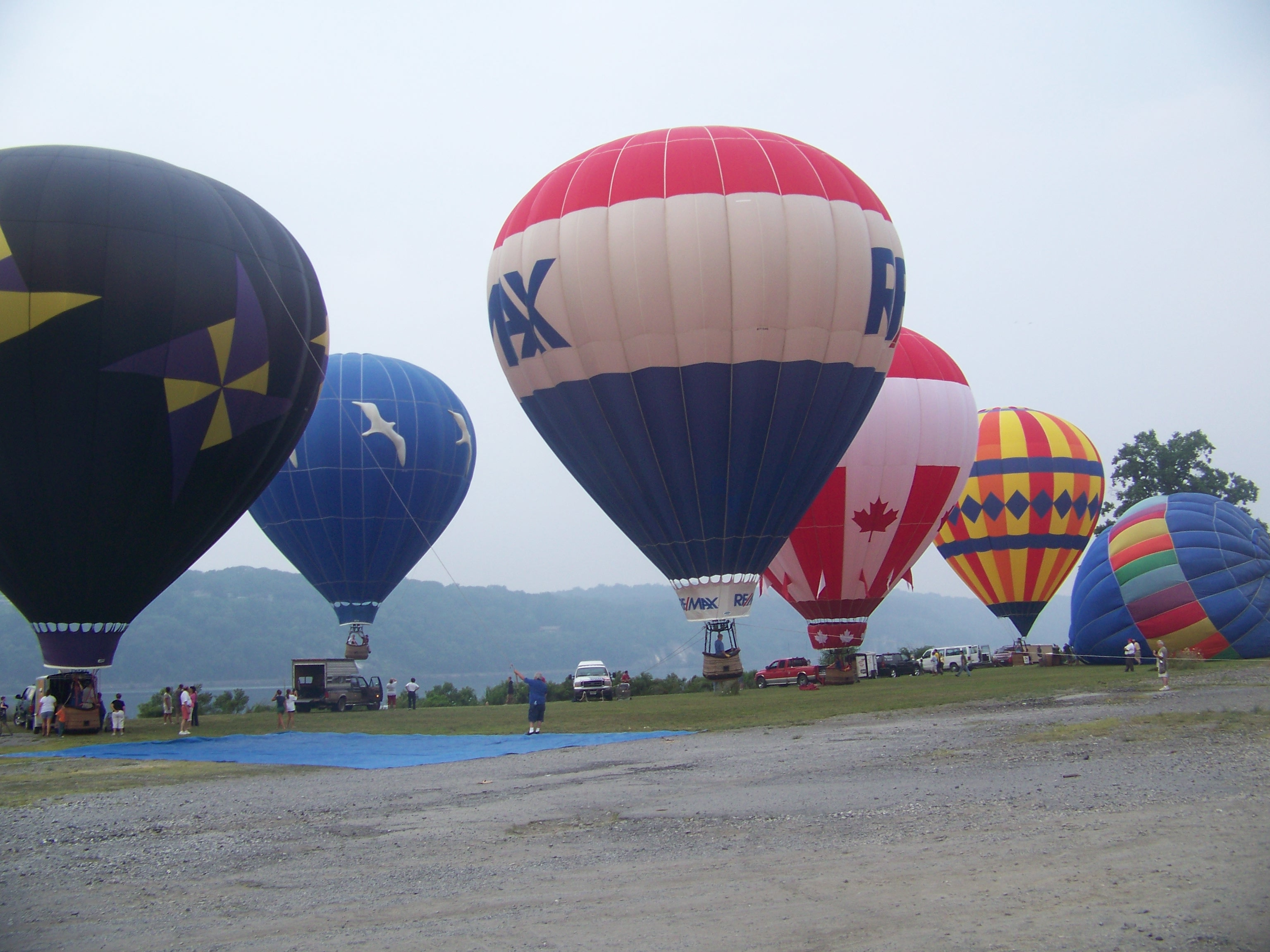
アメリカ合衆国の中部ハドソンバレーバルーンフェスティバル。
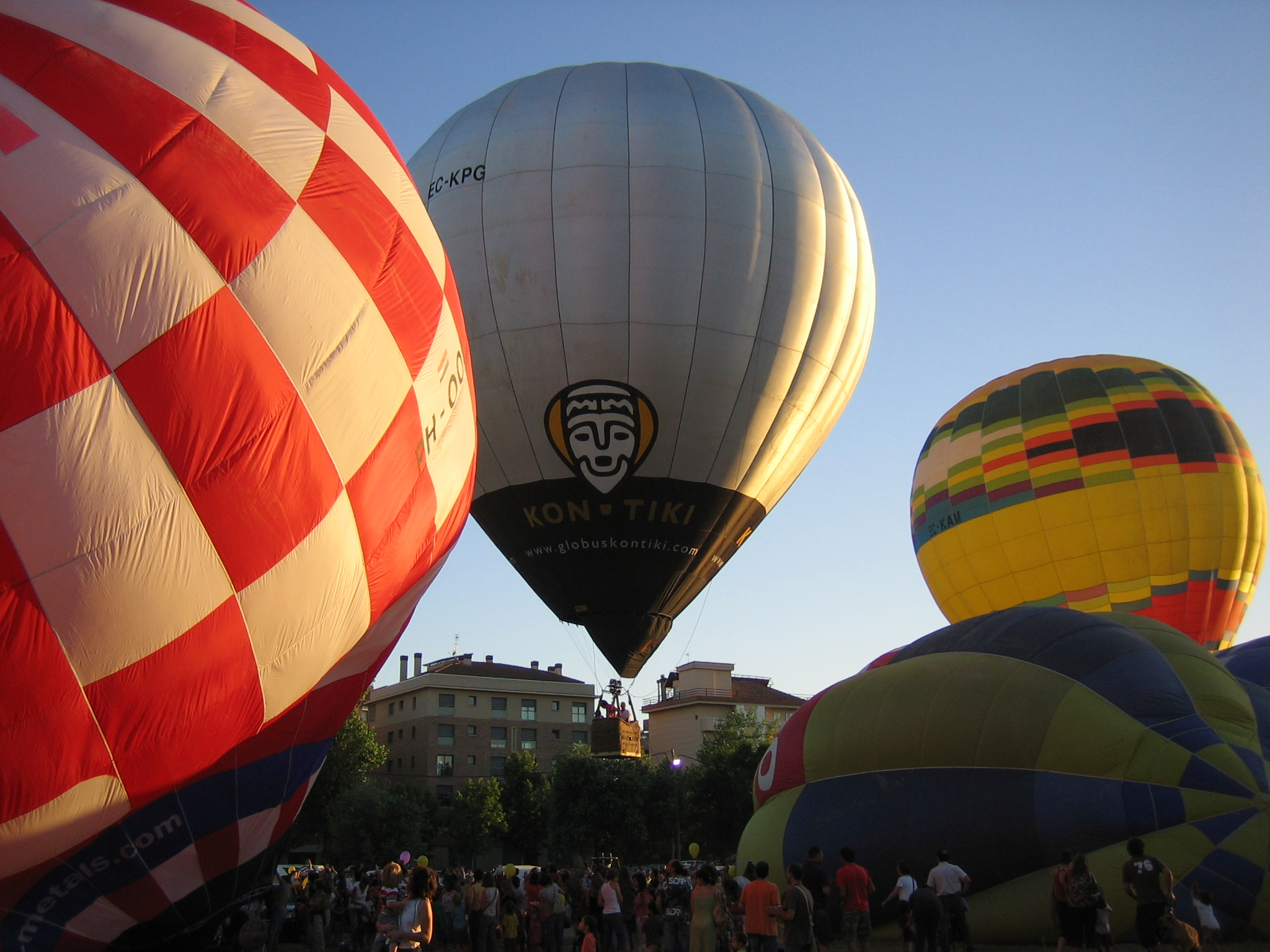
スペインイグアラダのヨーロピアンバルーンフェスティバル。
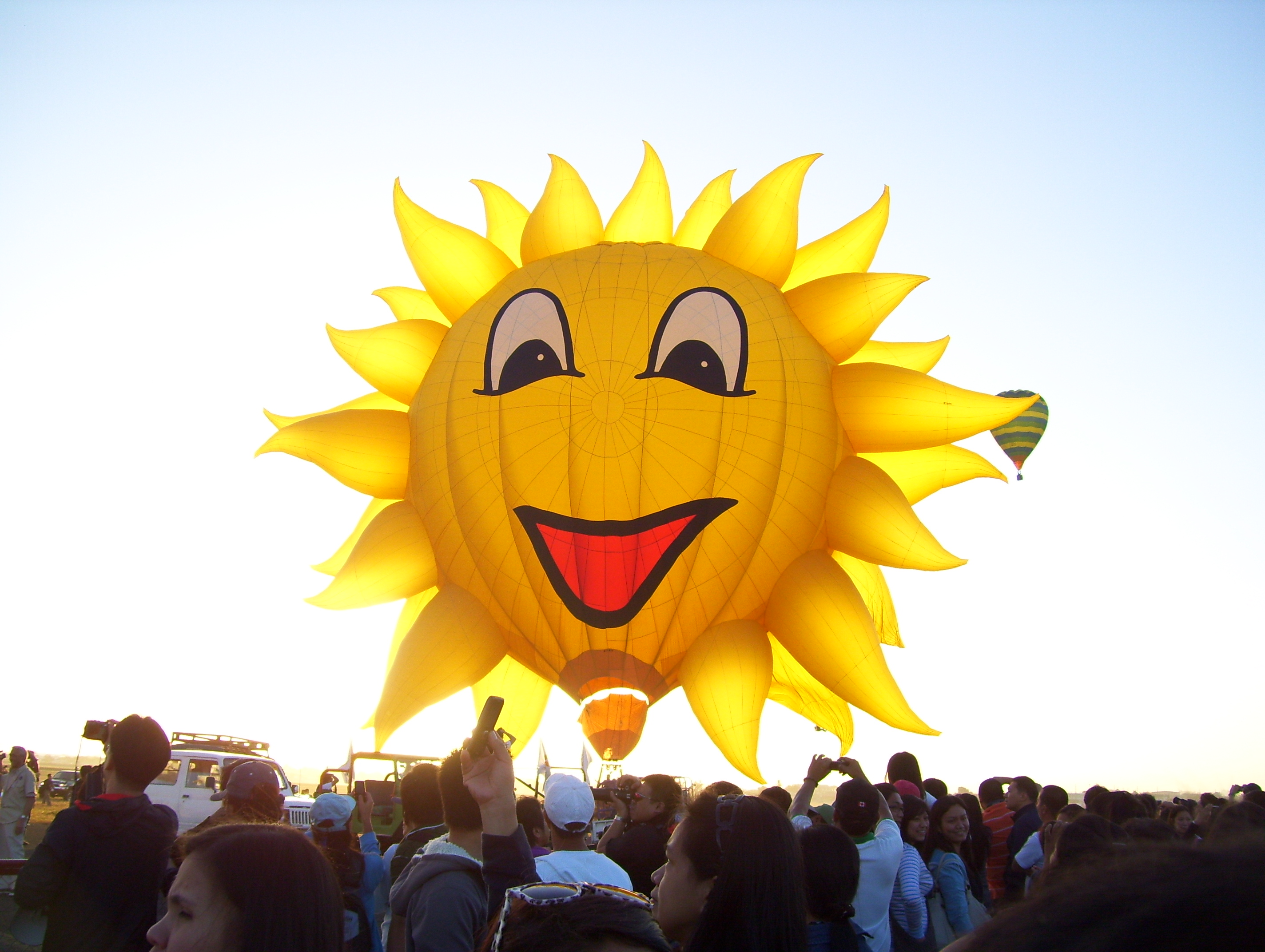
フィリピンパンパンガ州のフィリピンインターナショナルホットエアバルーンフェスタ。
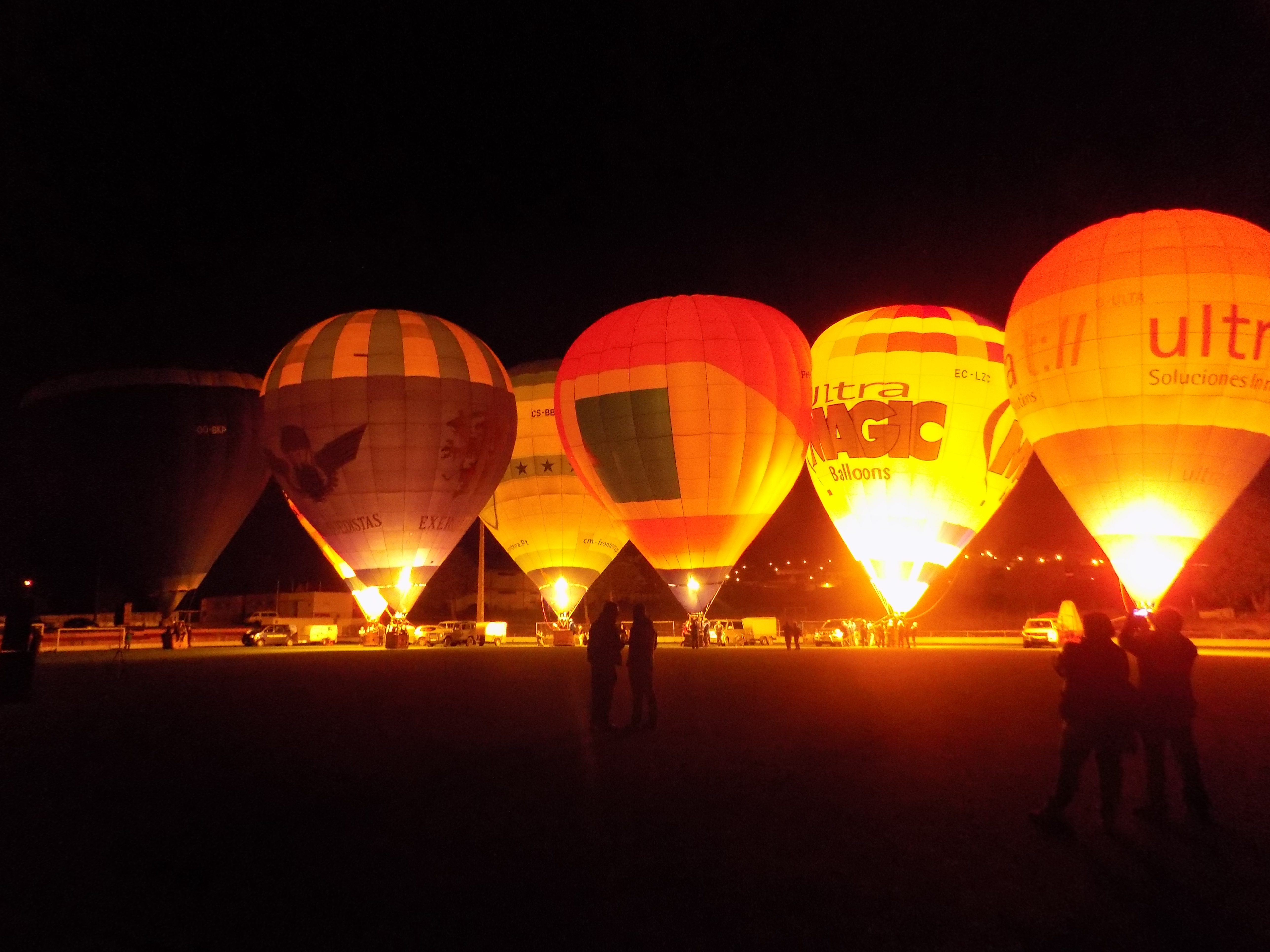
ポルトガルアウテール・ド・シャオンの20º ホットエアバルーンフェスティバル （2016年11月11日撮影）。
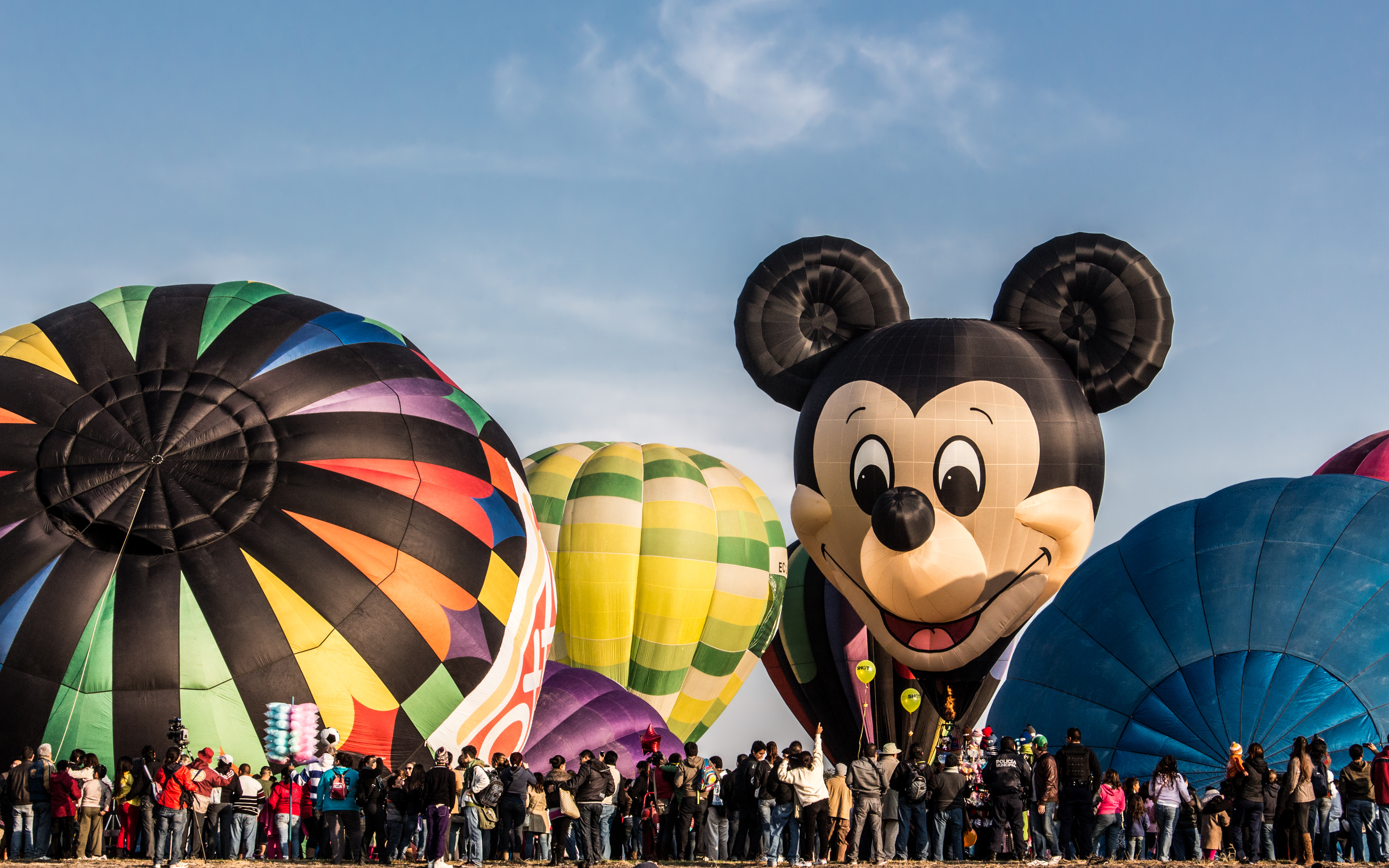
メキシコのレオンインターナショナルホットエアバルーンフェスティバル (2012年撮影)。